# Товста кишка
Товста́ ки́шка (лат. Intestinum crassum) — кінцева ділянка шлунково-кишкового тракту людини. Тут відбувається в основному всмоктування води і формування з харчової кашки (хімуса) оформленого калу. Товста кишка — похідна задньої кишки.
У інших хребетних характер товстої кишки має лише кінцева вивідна частина, фізіологічно відповідна прямій, а інші частини кишок мають характер тонкої кишки. Загальна довжина товстої кишки дорівнює 1,5-2 м. Її слизова оболонка не має ворсинок.

## Анатомія товстої кишки людини
Товста кишка — найширша частина кишок у ссавців, зокрема у людини. Складається зі сліпої (caecum), ободової (colon), сигмоподібної (sigmoidei) і прямої кишок (rectum).
В ободовій кишці людини розрізняють: висхідну частину (висхідна кишка), яка становить безпосереднє продовження сліпої; поперечну частину (поперечна кишка); спадну частину (низхідна кишка), які з'єднуються з прямою кишкою за допомогою вигину у вигляді букви S. Ободова кишка сходить вертикально, лягаючи над crista ossi s ilei і прикриваючи нижню третину нирки. Тут вона повертає круто і переходить у поперечну кишку (colon transversum), яка в лівому підребер'ї звичайно утворює S-подібний вигин, а потім круто загинається вниз і переходить у низхідну кишку (colon descendens). Сигмоподібний вигин (flexura sigmoidea) утворює, по суті, петлю різної довжини і форми і часто глибоко звішується в малий таз, іноді підіймається вгору, сягаючи шлунка та печінки. Ця частина і поперечна кишка мають власну брижу, тоді як низхідна і висхідні кишки тільки частково прикриті покривом очеревини.
Довжина товстих кишок варіює від 120 до 227 см і в середньому становить 158,4 см. Тільки пряма кишка має гладку внутрішню поверхню, інша ж частина містить у стінці на всьому своєму протязі три плоскі щільні м'язові потовщення (taeniae coli), між якими стінка представляється роздутою, але внаслідок нерівномірного розвитку поперечної мускулатури ці здуття поруч поперечних перетяжок (plicae sigmoideae) поділяються на численні округлі виступи (haustra coli).
Стінка товстої кишки складається із серозної оболонки (не скрізь) і м'язового шару. Його поздовжні волокна утворюють вищезгадані м'язові потовщення зі слизової оболонки, що не має ворсинок і покрита циліндричним епітелієм. У стінці товстої кишки є численні ліберкюнові залози, лімфатичні вузли і солітарні фолікули. Залози слизової оболонки виділяють сік, у якому кількість ферментів незначна, але багато слизу, що полегшує перетравлення та просування неперетравлених решток їжі. У порожнині товстої кишки живе багато мікроорганізмів.

## Захворювання товстої кишки людини
Хоча товста кишка не відноситься до фізіологічно найактивніших органів, з нею пов'язаний цілий ряд захворювань. До них належать порушення моторики, проблеми з травленням і всмоктуванням, запалення і новоутворення (неоплазії). Для профілактики захворювань товстої кишки рекомендовано збалансоване харчування.
Порушення моторики пов'язані з посиленням або послабленням перистальтики. Занадто активна моторика товстої кишки скорочує час перебування в ній калової маси, що призводить до недостатнього всмоктування води і затримки калу.
Запалювальні захворювання товстої кишки (коліти) включають хворобу Крона (при товстокишкової локалізації), неспецифічний виразковий коліт тощо.
До частих захворювань, особливо в зрілому віці, належить утворення гемороїдальних вузлів. Ці вузли є розширеними ділянками кровоносних судин під слизовою оболонкою нижньої частини прямої кишки. Геморой — захворювання болісне, яке супроводжується кровотечею, пухлинами, печінням, свербінням.
Найчастіше захворювання частини товстої кишки апендикса — апендицит, що є невідкладним гострим станом та потребує хірургічного лікування. Апендицит може виникати внаслідок ішемії апендикса через потрапляння всередину його твердих залишків їжі або деяких гельмінтів. Симптоми апендициту — біль у животі, найчастіше у правій здухвинній ділянці, блювання, зрідка пронос, підвищений лейкоцитоз і гарячка. Основний метод лікування — видалення апендикса (апендектомія). Ускладнення апендициту (наприклад перитоніт, пілефлебіт) можуть бути фатальними для пацієнта.
Тривожні симптоми, до яких відноситься перш за все поява крові в калі, — підстава для колоноскопії (ендоскопія), тобто візуального дослідження просвіту товстої кишки за допомогою ендоскопа. Його трубка оснащена освітлювальним пристроєм і мініатюрною камерою, яка передає зображення на великий кольоровий монітор. Застосування ендоскопа дозволяє оглянути всю внутрішню поверхню товстої кишки. У разі виявлення підозрілих утворень або поліпів їх слід видалити та взяти біопсію для патоморфологічного дослідження.
Рак товстої кишки є одним з найчастіших злоякісних новоутворень у людини. Карцинома утворюється в стінці кишки та може проростати в напрямку її просвіту, що може призвести до розвитку кишкової непрохідності. В іншому випадку карцинома проростає у латеральному напрямку і в такому випадку у пацієнта спостерігаються явища анемії та втрати ваги. Сучасні методи діагностики та хірургії допомагають виявляти і видаляти ракові пухлини на ранніх стадіях.
Серед інфекційних хвороб з переважним ураженням товстої кишки найчастішими є шигельоз, амебіаз, балантидіаз тощо. Деякі гельмінти колонізують товсту кишку, спричинюючи ентеробіоз, трихоцефальоз тощо.